# Sauvosaaren Urheilupuisto
Il Sauvosaaren Urheilupuisto è uno stadio della città di Kemi, nella Provincia della Lapponia, nel nord della Finlandia.
Attualmente ospita le partite del Kemi Kings, che milita in Veikkausliiga, la massima serie calcistica finlandese.